# Mi vida eres tú
Mi vida eres tú é uma telenovela venezuelana exibida em 2006 pela Univision e Venevisión.

## Elenco
- Scarlet Ortiz - Daniela Alvarez
- Jorge Aravena - Gabriel Alcázar
- Roberto Palazuelos - Aristeo Borgia
- Paola Toyos - Raquel Aristizabal
- Julieta Rosen - Ángela Borgia
- Sebastián Ligarde - Alan Robbinson / George Smith
- Héctor Soberón - Lucho
- Brianda Riquer - Lucy
- Mauricio Aspe - Ricardo
- Jorge Luis Pila - Carlos "Charlie" Rosendo
- Fernando Carrera - Manuel Borgia
- Franklin Virguez - Jorge Flores
- Tatiana Capote - Susana Alvarez
- Leonardo Daniel - Andrés / Mario Alvarez
- Alicia Plaza - Adela
- Maritza Bustamante - Beatriz (Betty)Esparza
- Andrés García, Jr. - Lorenzo
- Brenda Bezares - Marisela Reyeskk
- Rolando Tarajano Rigoberto "Rigo" Estrada
- Carmen Daysi Rodríguez - Renee
- William Levy - Federico Amaya
- Gloria Mayo - Rebeca Solís
- Alexandra Graña - Rosalinda Esparza
- Adrián Mas - Enrique Alvarez
- Carla Rodríguez - Rita Saucedo
- Dayana Garroz - Ana Reyes
- Marianne Lovera - Deby de la Fuente
- Yoly Domínguez - Amparo Cosme
- Liannett Borrego - Pilar Reyes
- Roberto Huicochea - El Perro
- Luis Ricky
- Miguel Gutiérrez - Don Alvaro
- Marcio Conceicao - Hector Torres
- Julio Capote - Lucas Malpica
- Victor Corona - Juanito
- Marielena Pereira - Tonita Fuentes